# 狭叶鸡眼藤
狭叶鸡眼藤（学名：Morinda brevipes var. stenophylla）为茜草科巴戟天属下的一个变种。